# Jajčevnik
Jajčevnik ali Jonski kimation je  okrasni element pogosto izrezljan iz lesa, kamna ali ometa, opasek iz četrt kroga, sestavljen iz oblike jajca in izmenično iz elementa oblikovanega kot puščica ali sidro. Jajčevnik predstavlja obogatitev opaska v jonskem kapitelu in je pogost v starogrški arhitekturi na Erehteju, uporabljali pa so ga tudi Rimljani.  Ta motiv je bil pogost tudi v neoklasični arhitekturi.